# 日向級護衛艦
日向級護衛艦（ひゅうが型護衛艦）是日本海上自衛隊旗下的一個直升機護衛艦（Helicopter Destroyer, DDH）艦級。但有別於日本原本擁有的榛名級與白根級直升機護衛艦，艦身構造較為接近配置有可以供直升機起降的全通式飛行甲板與機庫，日向級擁有與他國海軍兩棲突擊艦或直升機航空母艦接近的艦體構造、功能與噸位，如英國皇家海軍的海洋號兩棲攻擊艦。在後續的出雲級登場之前，日向級曾一度是日本在二戰結束、帝國海軍解散後除補給艦摩周級外，所建造過排水量最大的軍艦。新艦由海上自衛隊設計，IHI海洋聯合負責建造。 
根據其預算編列年度，日向級首號艦日向號在建造時的，曾使用過16DDH（其中的16代表平成16年，即2004年）的暫時代號。

## 設計與規格
日向是全通式甲板設計，可以同時進行3架直昇機起降作業，雖然外界對全通式甲板是否能操作垂直起降型定翼機（例如F-35B）有著爭議，但是海自目前的說法稱日向級在設計時沒有考慮固定翼機操作。除此之外日向級也沒有安裝滑跳甲板或彈射裝備操作傳統定翼機，因此即使後期改裝實務上意義不大。日向級的主要任務定位已經確定在直昇機反潛戰，但裝備了指揮管制系統在必要時作為艦隊旗艦指揮之用。
機庫最高搭載11架直昇機，艦上裝有16管Mark 41垂直發射系統發射ESSM與RUM-139 VL-ASROC反潜导弹,2具方陣快砲，並裝備FCS-3改相位陣列雷達。

## 同級艦
由於海上自衛隊現有的艦隊都會配備直升機護衛艦作為指揮旗艦用，日向級的數量只夠替換榛名級，白根級的空缺則定由2012年建造的兩艘19,500噸級直昇機護衛艦DDH22與DDH24補足，也就是後來的出雲級護衛艦。
| 編號    | 艦名 | 建造                | 開工          | 下水          | 服役日期      | 所屬                  |
| ------- | ---- | ------------------- | ------------- | ------------- | ------------- | --------------------- |
| DDH-181 | 日向 | IHI海洋聯合橫濱工廠 | 2006年5月11日 | 2007年8月23日 | 2009年3月18日 | 第1護衛隊群 第1護衛隊 |
| DDH-182 | 伊勢 | IHI海洋聯合橫濱工廠 | 2008年5月30日 | 2009年8月21日 | 2011年3月16日 | 第4護衛隊群 第4護衛隊 |

## 圖片庫

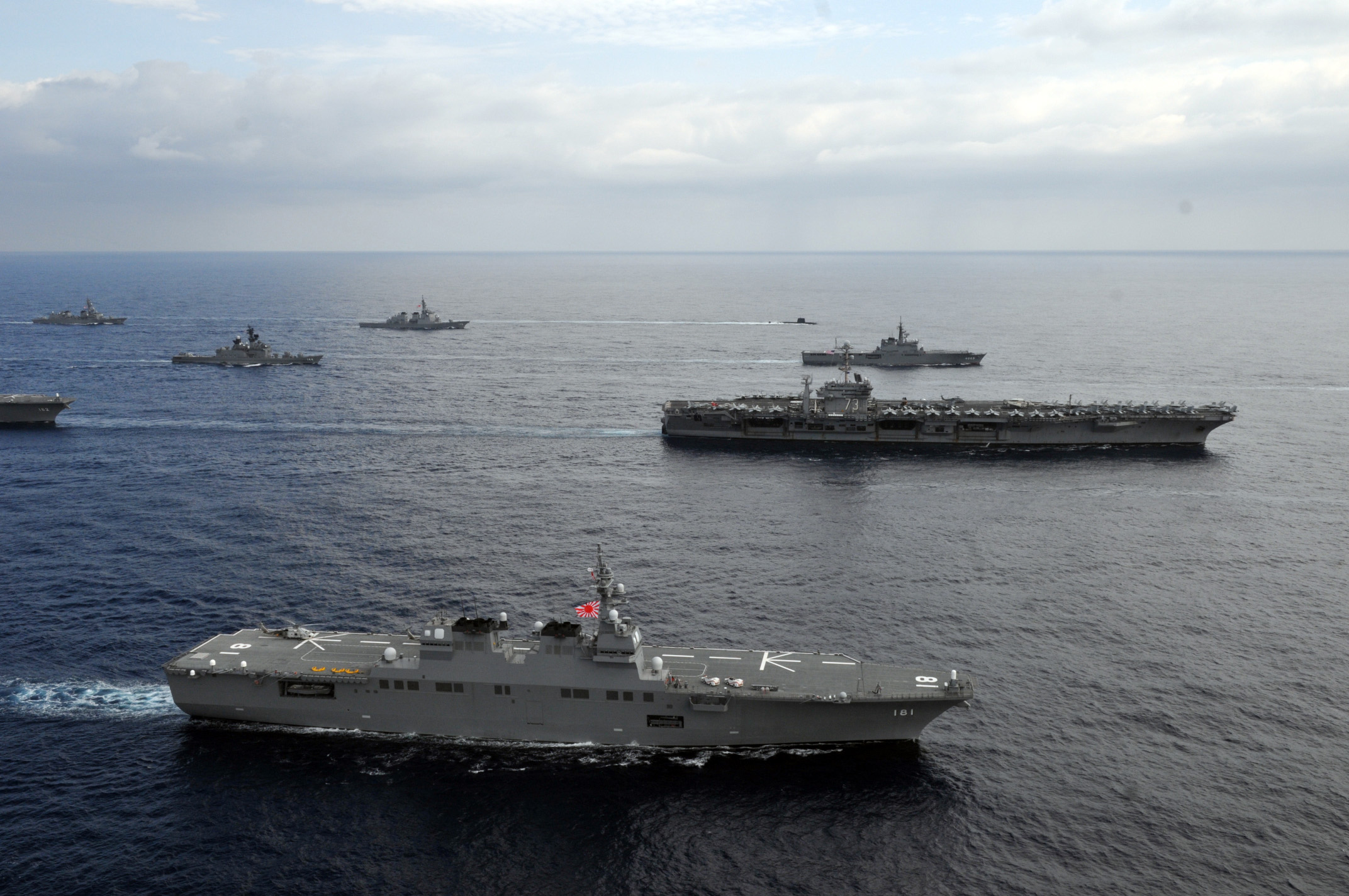
日向號（前景）喬治·華盛頓號航空母艦（遠景）
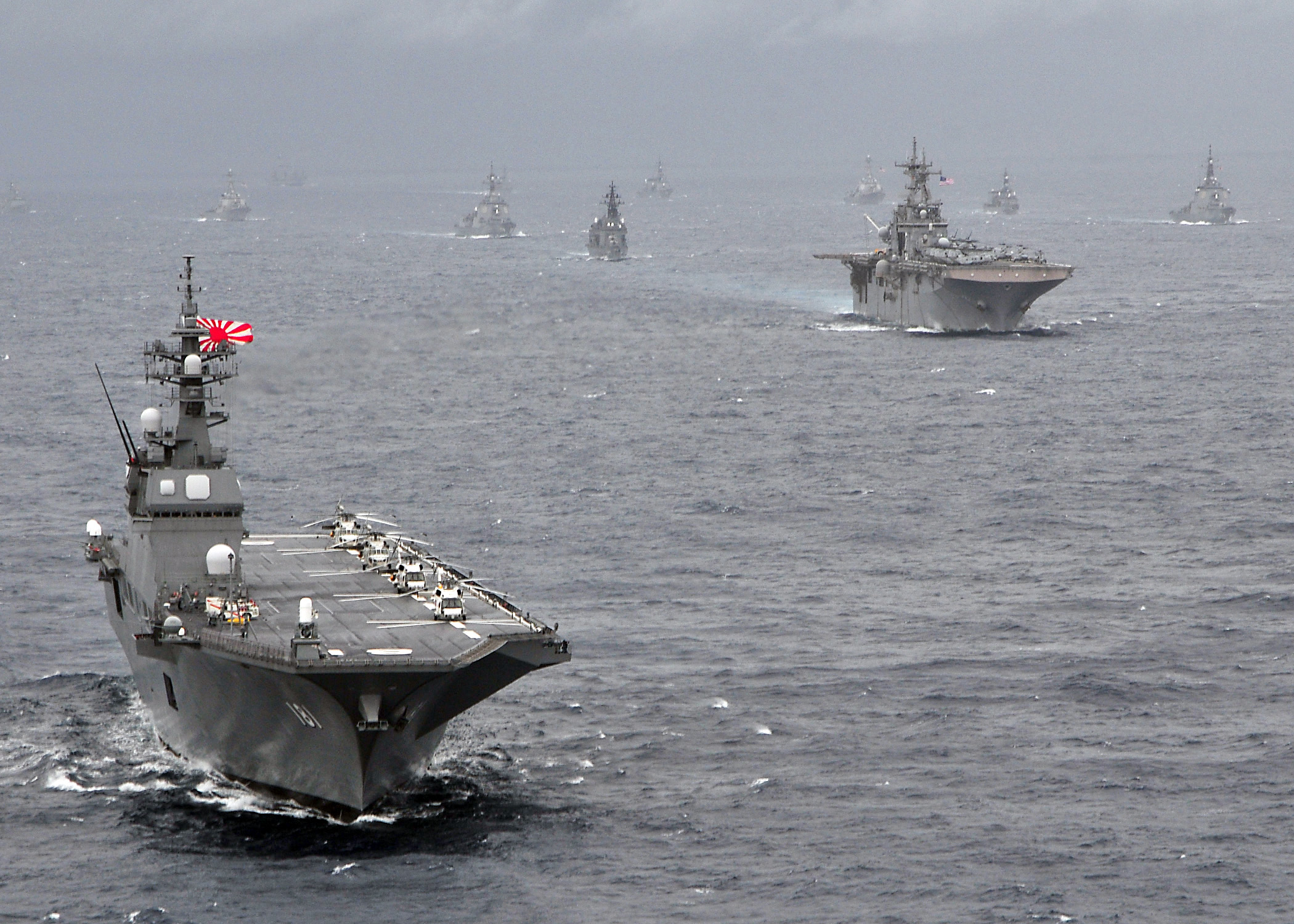
在ANNUALEX 21G中的美日聯合艦隊隊形，包括前景的日向號，與遠方的艾塞克斯號（英语：USS Essex (LHD-2)）以及其他美日軍艦
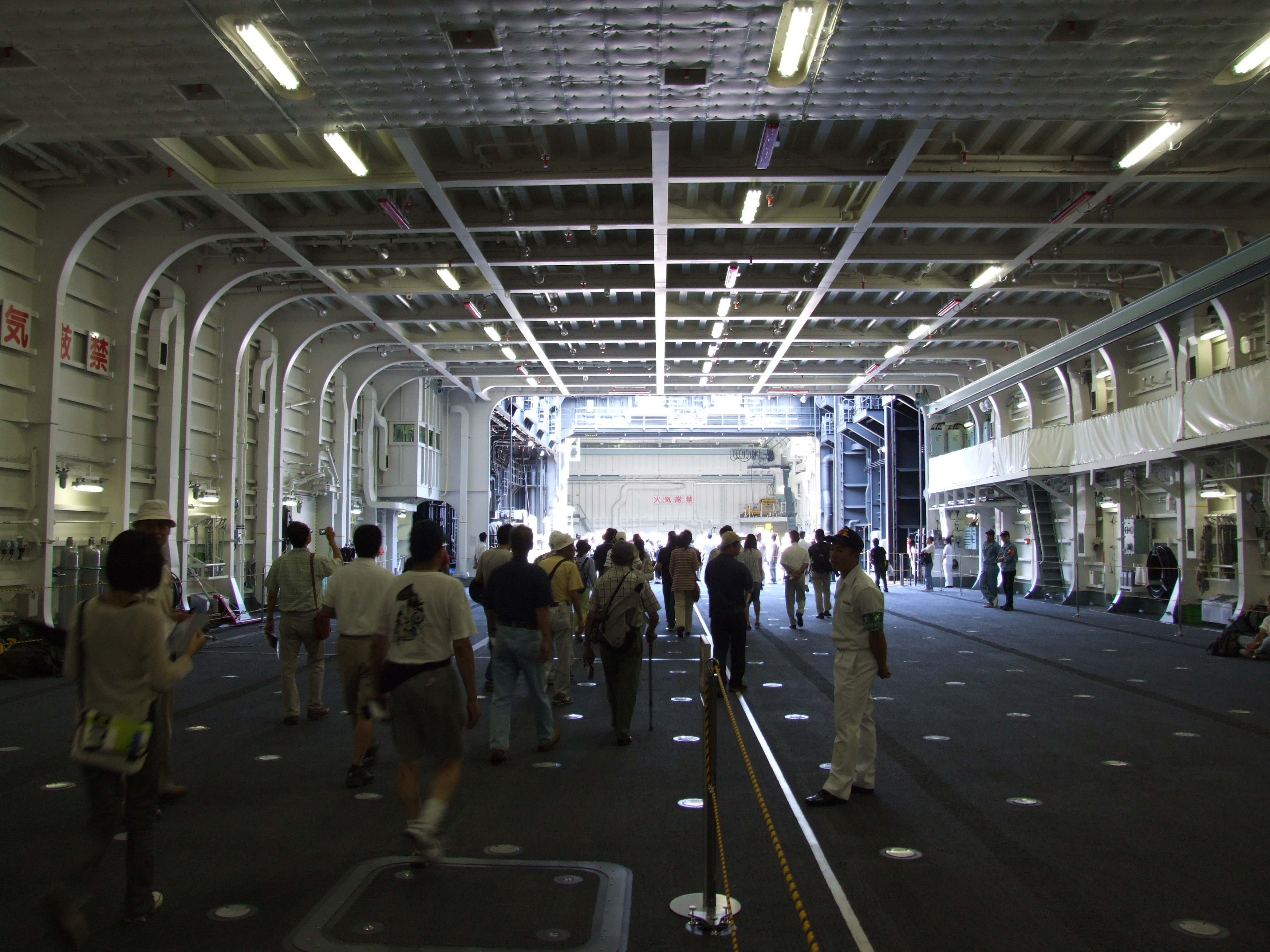
甲板下方的機庫
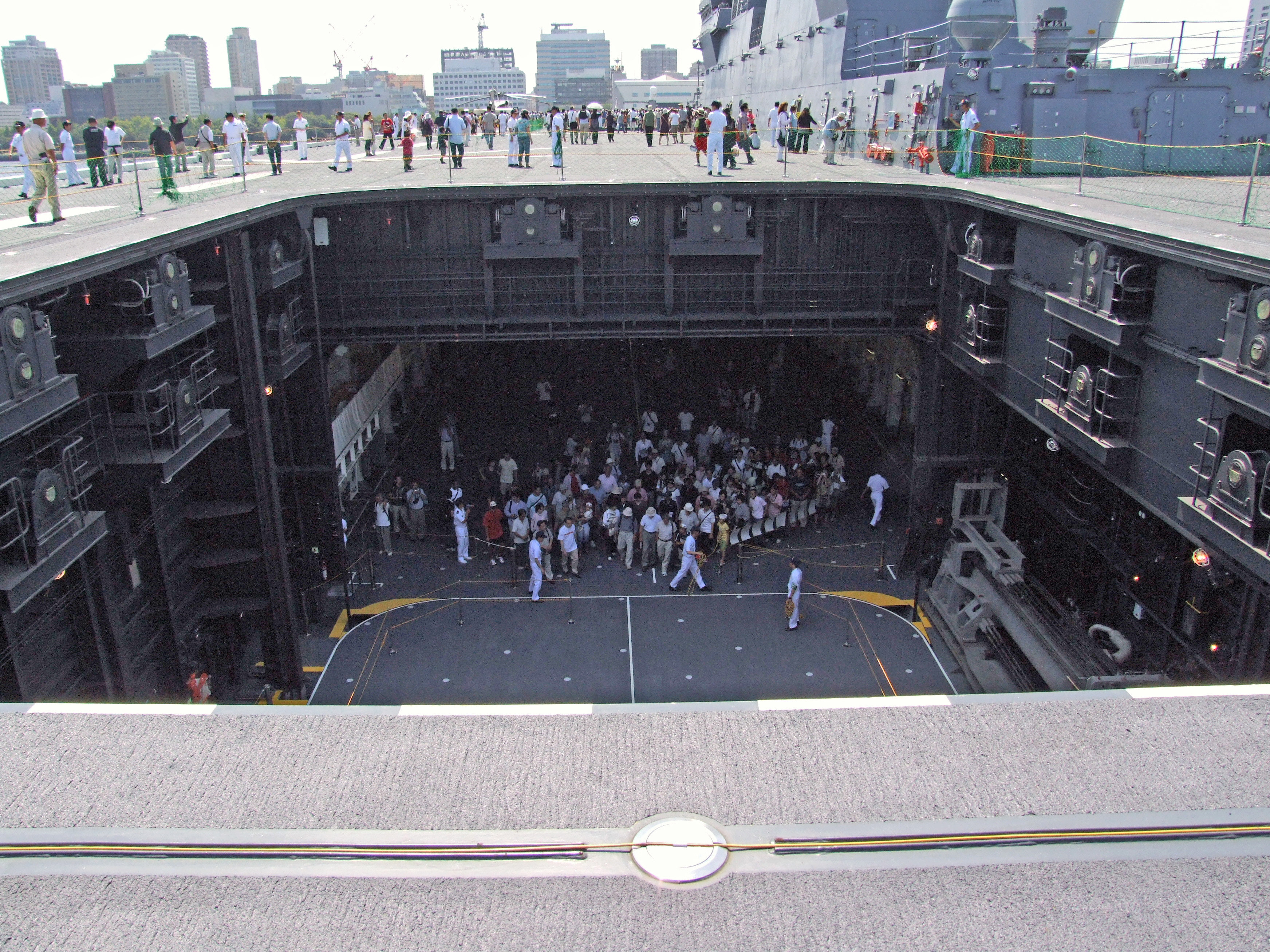
位在甲板後段位置的升降機
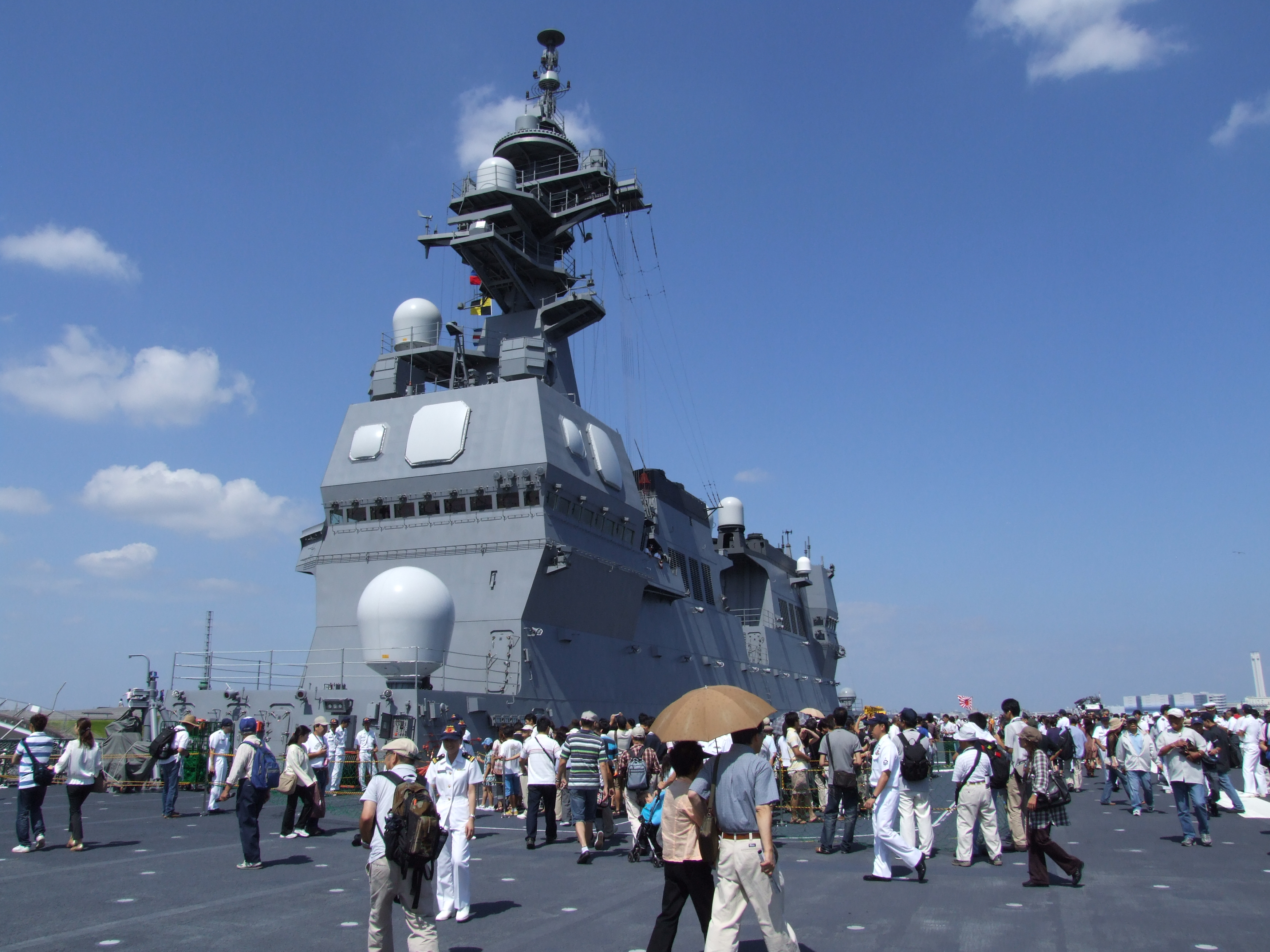
日向號的艦橋與開放民眾參觀的甲板，攝於2009年橫濱開港150週年慶期間
日向號的甲板配置圖例，可以見到艦身前後段各自配置一台大型升降機
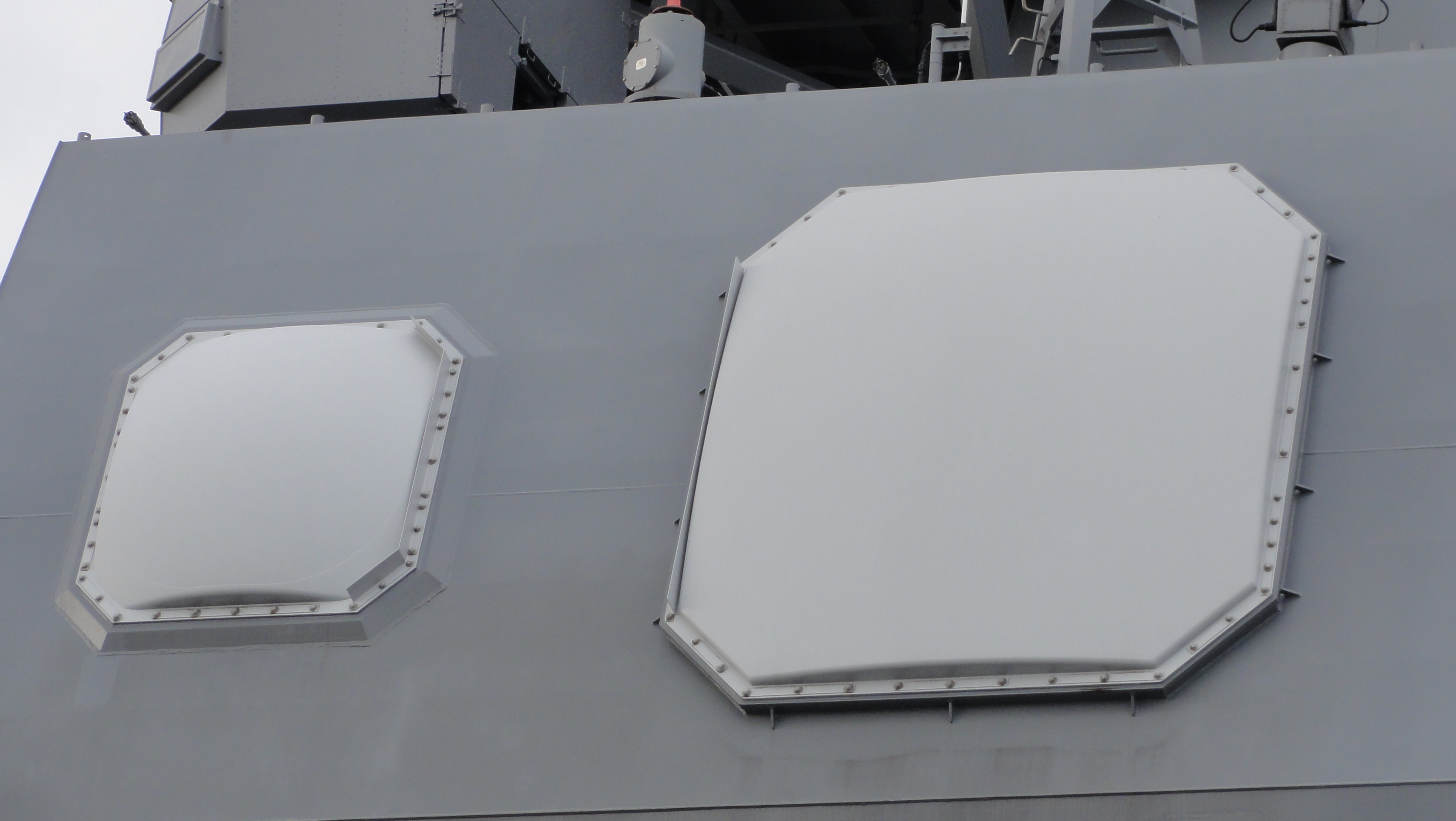
FCS-3改對空搜索雷達
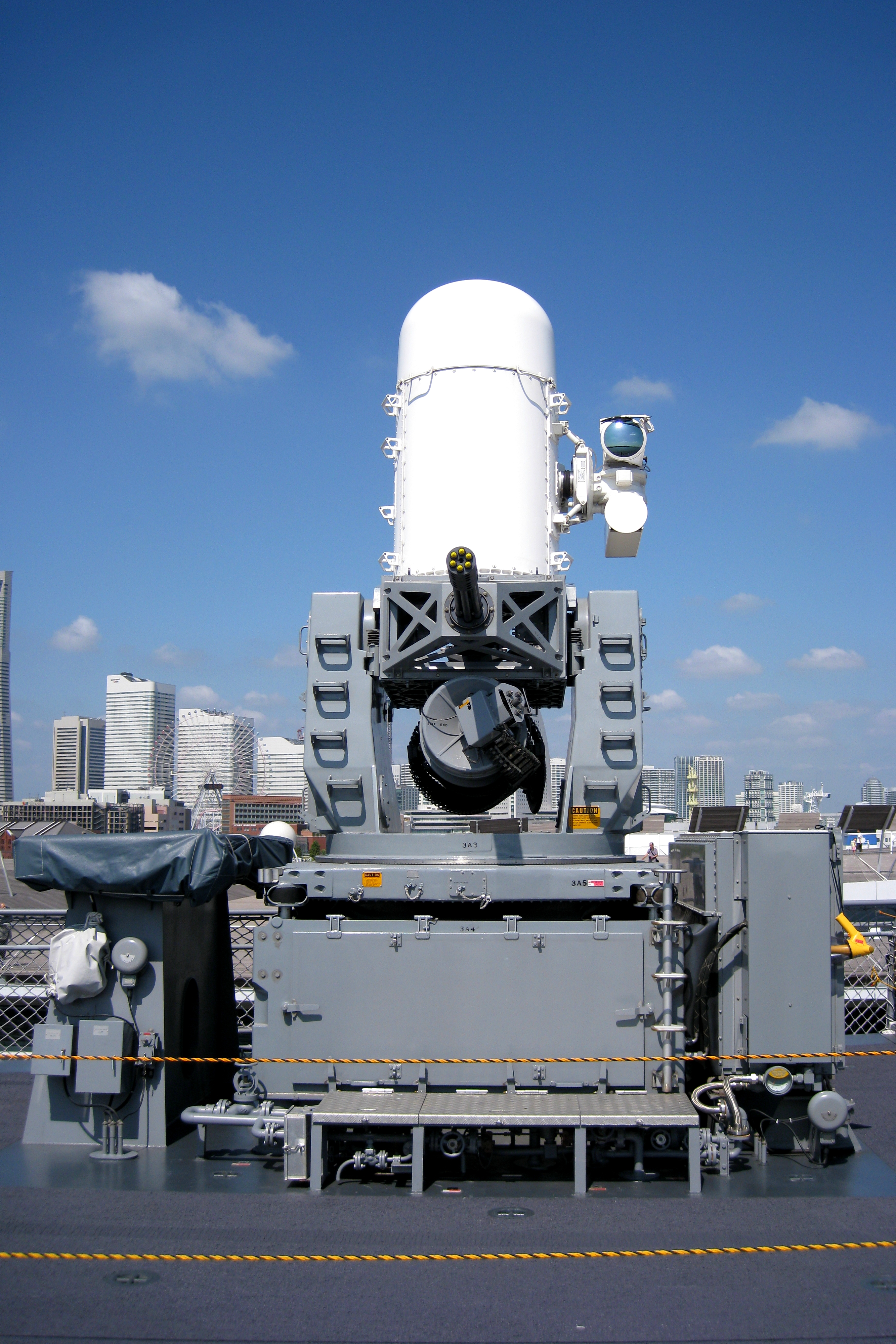
方陣近迫武器系統
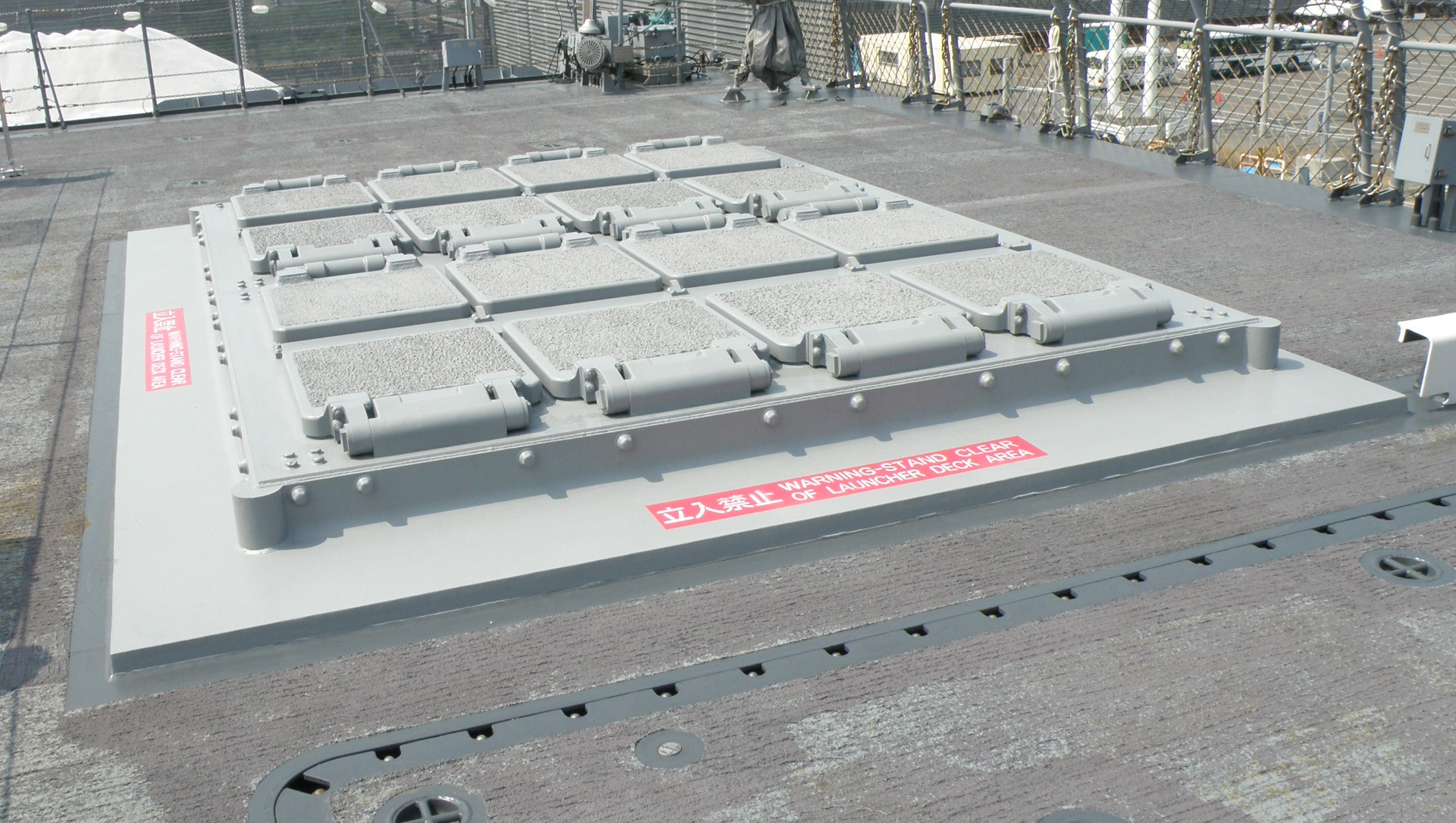
Mk 41垂直發射系統
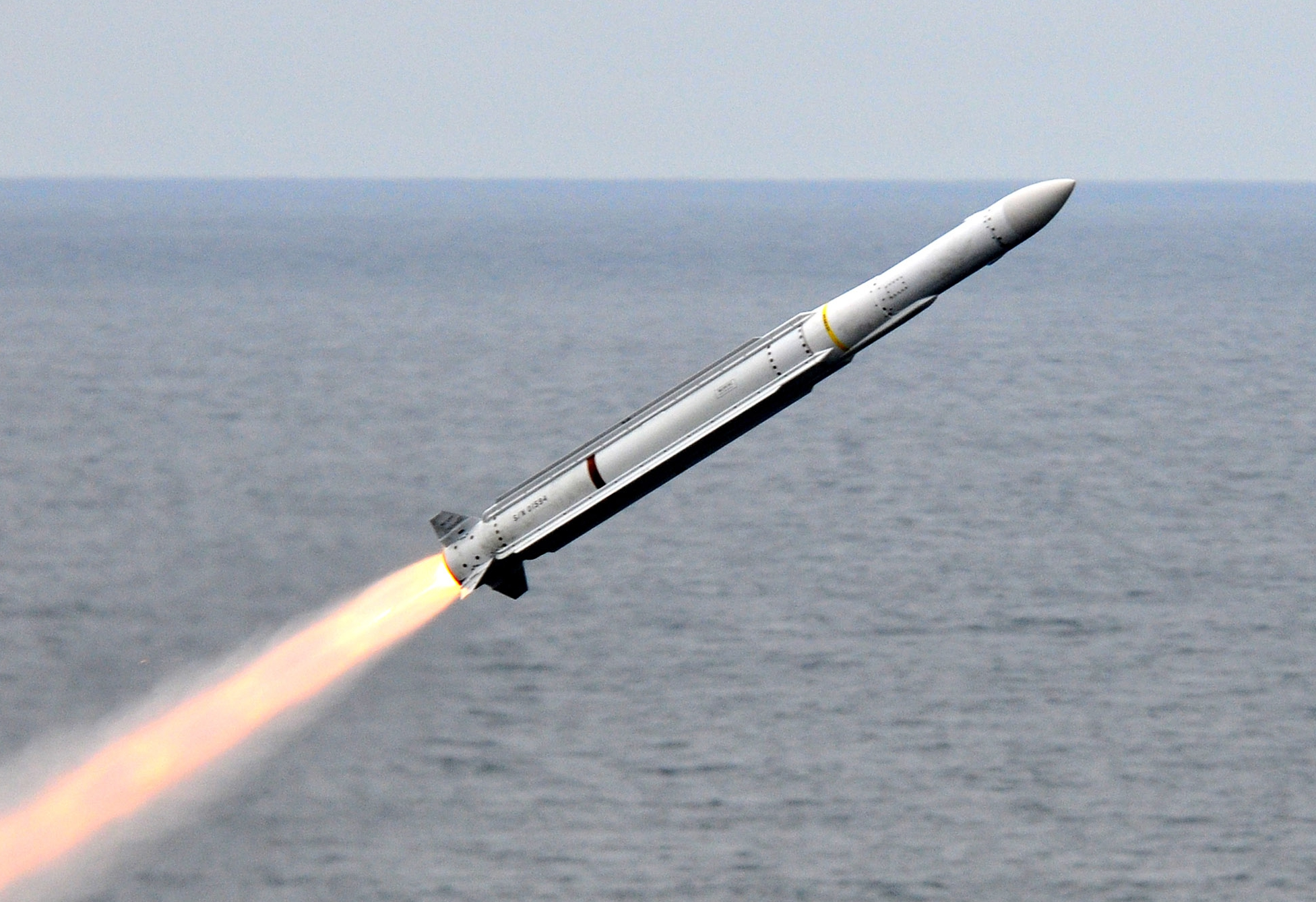
RIM-162导弹
V-22魚鷹式傾轉旋翼機

## 外部連結
- Globalsecurity.org （页面存档备份，存于）
- Color Image （Ships of the World No.650 ）
- "Japan’s New Ship: Destroyer or Carrier?"[] by Wendell Minnick Defense News （09/03/07）
- "After 40 Years, Japan Achieves Warship Dream" by Yu Yong-weon; Chosun Ilbo, South Korea （08/26/07）
- "Japan's Secret Aircraft Carriers" （页面存档备份，存于） by Harold C. Hutchison. Strategy Page （08/25/07）
- Photos